# ミールザー・シャー・アッバース
ミールザー・シャー・アッバース（Mirza Shah Abbas, 1845年 - 1910年12月25日）は、北インド、ムガル帝国の第17代皇帝バハードゥル・シャー2世の20男。

## 生涯
1845年、ムガル帝国の皇帝バハードゥル・シャー2世とその側室ムバーラクンニサー・ハーヌムとの間に生まれた。
1857年5月、インド大反乱が勃発し、同年9月にデリーがイギリスに制圧されたのち、1858年に父や母といった家族とともにビルマのラングーンへ追放された。
1910年12月25日、 ミールザー・シャー・アッバースは追放先で没した
。彼はバハードゥル・シャー2世の皇子の中で、唯一20世紀に入っていても生存していた皇子であった。